# Bonanza
Bonanza este un serial de televiziune Western american creat de David Dortort care a fost difuzat de NBC din 12 septembrie 1959 până la 16 ianuarie 1973. Cu 14 sezoane și 431 de episoade, Bonanza este cel mai longeviv western de pe NBC, al doilea cel mai lung serial western din rețeaua de televiziune din SUA (după Gunsmoke de pe CBS) și în top 10 cele mai longevive seriale americane live-action. Emisiunea continuă să fie redifuzată. Serialul are loc în anii 1860 și se concentrează pe bogata familie Cartwright, care locuiește în vecinătatea orașului Virginia City, Nevada, la marginea Lacului Tahoe. Rolurile principale au fost interpretate inițial de actorii Lorne Greene, Pernell Roberts, Dan Blocker și Michael Landon și mai târziu (în diverse perioade) de Guy Williams, David Canary, Mitch Vogel și Tim Matheson. Bonanza este notabil pentru abordarea unor dileme morale presante.

## Distribuție
Cei mai distribuiți actori, din 431 de episoade în total, sunt:
- Lorne Greene – Ben Cartwright – 417 episoade (sezonul 1–14)
- Michael Landon – Joseph "Little Joe" Cartwright – 416 episoade (sezonul 1–14)
- Dan Blocker – Eric "Hoss" Cartwright – 401 episoade (sezonul 1–13)
- Pernell Roberts – Adam Cartwright – 173 episoade (sezonul 1–6)
- Victor Sen Yung – Hop Sing – 107 episoade (sezonul 1–14)
- Ray Teal – Șerif Coffee – 98 episoade (sezonul 2–13)
- David Canary – "Candy" Canaday – 91 episoade (sezonul 9–11, 14)
- Bing Russell – Ajutor de șerif Clem Foster – 57 episoade (sezonul 4–6, 8–14)
- Mitch Vogel – Jamie Hunter Cartwright – 45 episoade (sezonul 12–14)
- Tim Matheson – Griff King – 9 episoade (sezonul 14)
- Lou Frizzell – Dusty Rhodes – 11 episoade (sezonul 11–13)
- Betty Endicott – Diverse – 81 episoade (sezonul 2–8, 10-11)
- Guy Williams – Will Cartwright – 5 episoade (sezonul 5)

## Prezentare generală
| Sezonul | Sezonul | Episoade | Episoade | Premiera TV        | Premiera TV       |
| Sezonul | Sezonul | Episoade | Episoade | Prima transmisie   | Ultima transmisie |
| ------- | ------- | -------- | -------- | ------------------ | ----------------- |
|         | 1       | 32       | 32       | 12 septembrie 1959 | 30 aprilie 1960   |
|         | 2       | 34       | 34       | 10 septembrie 1960 | 3 iunie 1961      |
|         | 3       | 34       | 34       | 24 septembrie 1961 | 20 mai 1962       |
|         | 4       | 34       | 34       | 23 septembrie 1962 | 26 mai 1963       |
|         | 5       | 34       | 34       | 22 septembrie 1963 | 24 mai 1964       |
|         | 6       | 34       | 34       | 20 septembrie 1964 | 23 mai 1965       |
|         | 7       | 33       | 33       | 12 septembrie 1965 | 15 mai 1966       |
|         | 8       | 34       | 34       | 11 septembrie 1966 | 14 mai 1967       |
|         | 9       | 34       | 34       | 17 septembrie 1967 | 28 iulie 1968     |
|         | 10      | 30       | 30       | 15 septembrie 1968 | 11 mai 1969       |
|         | 11      | 28       | 28       | 14 septembrie 1969 | 19 aprilie 1970   |
|         | 12      | 28       | 28       | 13 septembrie 1970 | 11 aprilie 1971   |
|         | 13      | 26       | 26       | 19 septembrie 1971 | 2 aprilie 1972    |
|         | 14      | 16       | 16       | 12 septembrie 1972 | 16 ianuarie 1973  |